# Centre megye
Centre megye az Amerikai Egyesült Államokban, azon belül Pennsylvania államban található. Megyeszékhelye Bellefonte, legnagyobb városa State College. Lakosainak száma 158 172 fő (2020. április 1.). Centre megye Clinton, Mifflin, Huntingdon, Union, Blair és Clearfield megyékkel határos.

## Népesség
A megye népességének változása:
| Lakosok száma | 154 152 | 154 594 | 155 100 | 155 403 | 160 580 | 158 172 |
|               | 2010    | 2011    | 2012    | 2013    | 2015    | 2020    |